# Juan Pablo Duarte
Juan Pablo Duarte, ustanovni oče Dominikanske republike, vizionar in liberalistični mislec španskega porekla, * 26. januar 1813, Santo Domingo, Dominikanska republika, † 15. julij 1876, Caracas, Venezuela. 
Duarte je po mnenju zgodovinarjev skupaj s Franciscom del Rosario Sánchezem in Matíasom Ramónom Mello eden izmed arhitektov današnje Dominikanske republike kot samostojne države. Med vojno za neodvisnost od Haitija leta 1844 je Duarte igral ključno vlogo, na njegovih idealih samozadostnega naroda in liberalizma pa se je razvila današnja demokratična država. 
V njegovo čast sta poimenovana Pico Duarte (sl. Duartejev vrh), najvišja gora v Karibskem otočju, ter Juan Pablo Duarte Square (sl. Trg Juana Pabla Duarteja) v New Yorku, pa tudi mnoge druge znamenitosti, ki obeležujejo njegovo zgodovinsko pomembnost za dominikanski narod. Uresničevanje njegove vizije so sicer precej hitro iztirile konzervatistične elite, ki so si želele novi narod ponovno povezati s kolonialnimi velesilami in se vrniti k regionalizmu, a so temelji, ki jih je zastavil, še vedno ostali kot približno vodilo večine kasnejših vlad države. Zaradi neuspehov pri uresničevanju njegovih idej ga kasnejši rodovi pogostokrat obravnavajo kot nekakšnega mučenika. 

## Zgodnja leta
Duarte se je rodil v Santo Domingu, prestolnici takratnega Vrhovnega poveljstva Santo Dominga,  med obdobjem, znanim kot España Boba (Trapasta Španija). 
Njegov oče je bil Juan José Duarte iz Vejerja de la Frontere pri Cádizu v Španiji, njegova mati pa Manuela Díez Jiménez iz El Seyba, hčerka španskega očeta in dominikanske matere. Leta 1802 sta njegova starša iz strahu pred morebitno francosko okupacijo mesta iz Santo Dominga prebegnila v portoriški Mayagüez.  Francosko nadvlado sta izkusila že leto pred tem, ko je Toussaint Louverture, guverner takratne francoske kolonije Saint Domingue (današnjega Haitija) na zahodu otoka Hispaniole, prevzel nadzor nad takratno špansko kolonijo Santo Dominga. Istočasno sta Francijo in mesto Saint Domingue prevevali francoska revolucija in haitijska vstaja. Pri tem je slavni črnski vodja sledil baselski mirovni pogodbi iz leta 1795, ki je špansko posest na otoku Hispaniola predala Franciji. 
Po prihodu v Santo Domingo je Louverture nemudoma omejil suženjstvo (ki je bilo v mestu sicer popolnoma ukinjeno leta 1822) in začenjal s preurejanjem starejših španskih kolonialnih ustanov v sedeže organov zastopnikov liberalnih vrednot francoske revolucije. Portoriko je takrat še vedno bil v rokah Španije, mestece Mayagüez, ki ga je od otoka ločila le Monska ožina, pa je postalo zavetišče mnogih španskih kolonistov, ki niso hoteli priznati francoske nadvlade. Precejšnji del današnjih zgodovinarjev meni, da se je prvorojenec družine, Vicente Celestino, rodil prav tukaj. Družina se je v današnjo prestolnico Dominikanske republike vrnila leta 1809, po tem, ko je Vojna za povrnitev (šp. Reconquista) mesto vrnila v španske roke.